# 福寿魁星楼
福寿魁星楼耸立于山西省临汾市襄汾县南辛店乡福寿村东端，为六边形塔楼，高十余米，顶部为六角攒尖顶亭子。1984年9月，福寿魁星楼公布为襄汾县文物保护单位。